# Großer Arber
Le Großer Arber est le sommet le plus élevé de la crête montagneuse de la forêt de Bavière, entre la Bavière et la Bohême. Situé en Allemagne, il culmine à 1 456 mètres d'altitude. Il est surnommé le « roi de la forêt de Bavière » (en allemand : König des Bayerischen Waldes).

## Toponymie

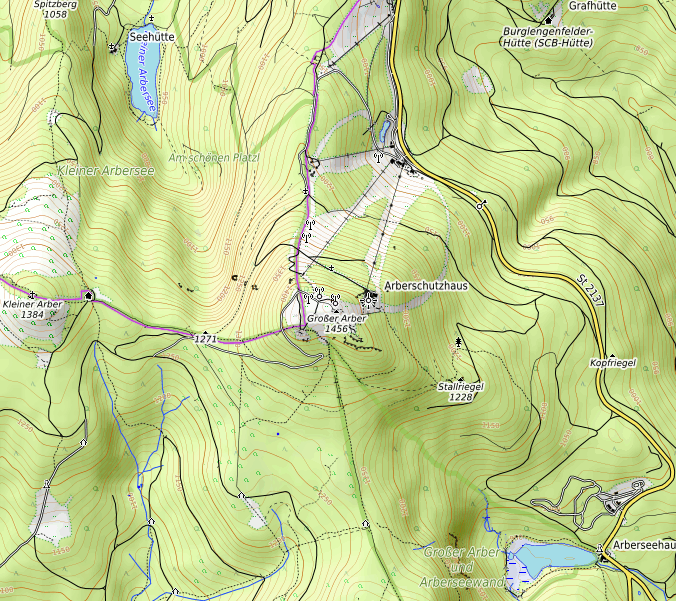
Carte topographique du Großer Arber.

Un document remontant à 1279 le désigne sous le nom Adwich, Johann Turmair l'appelle en 1500 Hädweg et en 1540 Ätwa. Philipp Apian le nomme Aetwha m., soit Aetwha mons (du latin mons, montis : montagne). En 1720, il figure sur une carte sous le nom Aidweich. En 1740, un document mentionne pour la première fois la désignation Arber.

## Géographie
C'est la seule montagne de la région à atteindre la limite des arbres. Certaines plantes de Bavière ne se trouvent que sur cette montagne ou dans les Alpes.

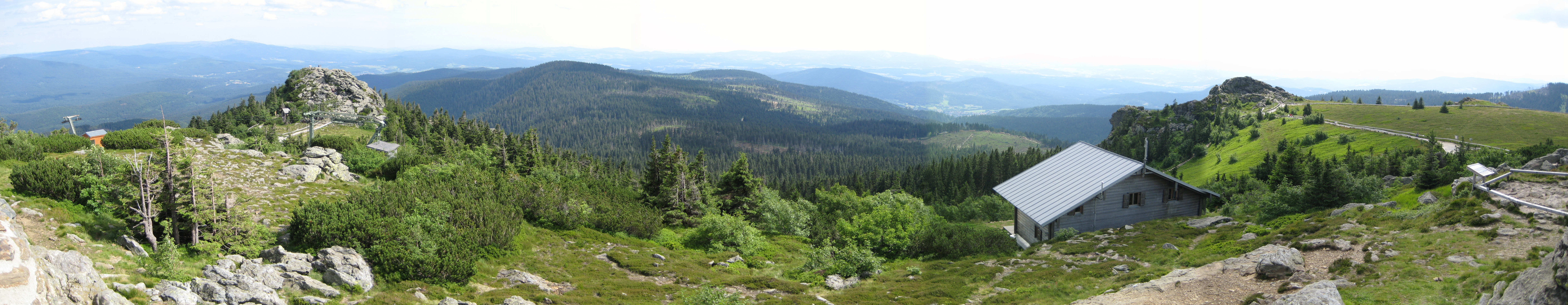
Vue vers le sud

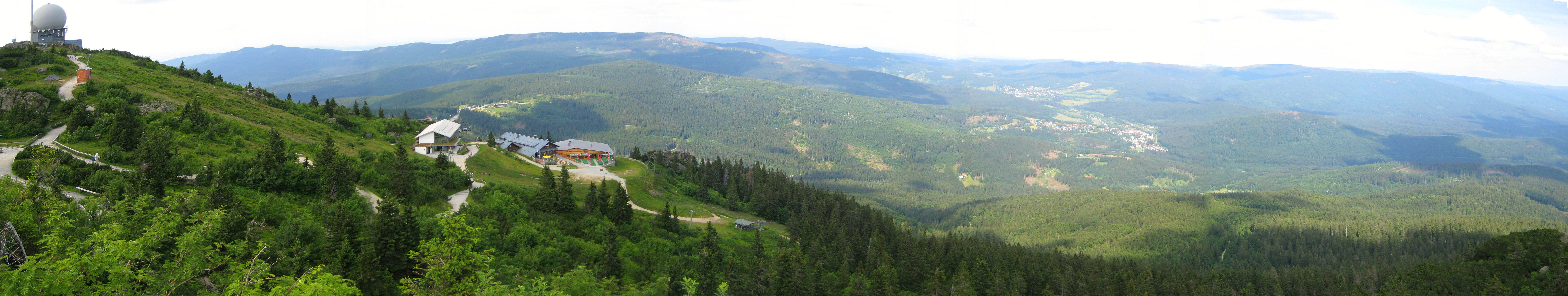
Vue du Arber vers le nord. On reconnaît au centre Bayerisch Eisenstein et au-dessus la localité tchèque Železná Ruda.

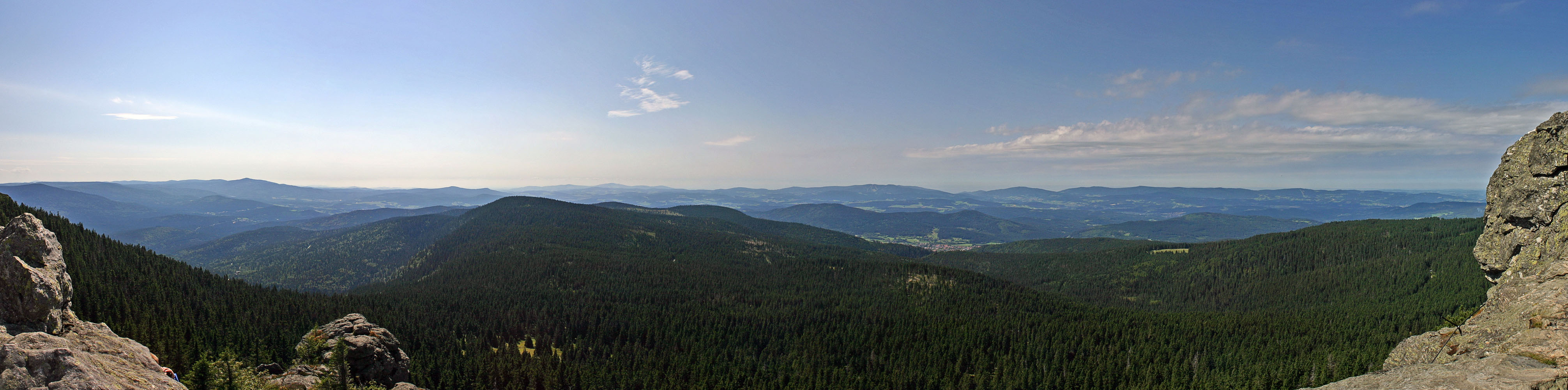
Vue panoramique du Großer Arber vers le sud et l'ouest. On reconnaît entre autres la localité Bodenmais, à l'horizon les sommets de la basse forêt de Bavière ainsi que (plus loin dans la brume) les sommets enneigés des Alpes.

## Domaine skiable
Arber est aussi une petite station de sports d'hiver qui a été aménagée sur les pentes de la montagne.
La société Fürst von Hohenzollern opère Arber-Bergbahn, la société qui gère les remontées mécaniques. La majorité de la montagne et des espaces forestiers sont en effet la propriété des princes de Hohenzollern-Sigmaringen, lesquels ont pris possession en 1852 des terres de la verrerie Hafenbrädl à Böhmisch Eisenstein, ensuite Markt Eisenstein, et de nos jours Železná Ruda, et en 1872 celles de Bayerisch Eisenstein.
Le premier télésiège y fut construit en 1949. Dans les années 2000, plusieurs remontées mécaniques ont été rénovées, dont une télécabine six places – en fonction aussi en été – et deux télésièges six places, dont le Sonnenhang avec le premier système automatique de rabas de garde-corps au monde. Cela en fait clairement la station de ski la plus moderne de la Forêt de Bavière. Un court téléski (Osthanglift) part en dessous de la gare d'arrivée de la télécabine pour rejoindre le sommet de la montagne, mais il est rarement en fonction. Malgré ces forts investissements dans l'amélioration de l'infrastructure et l'augmentation des débits, l'absence de tout autre domaine concurrent de cette ampleur dans la région entraîne une très forte fréquentation de la station et des pistes. Un parking de 1 200 places est situé de part et d'autre de la route d'accès.
Trois pistes sont éclairées pour la pratique du ski nocturne les mercredis et vendredis. Une piste longue de 5 km part du sommet et relie la station. Le dénivelé maximal est de 342 mètres (piste noire sous la télécabine), avec de longues et larges pistes de tous niveaux. Le domaine pour débutants "ArBär-Kinderland" est excentré, et d'une dimension importante.
Une piste de luge de 1 200 mètres de long est préparée au niveau du Sonnenhang.

### Histoire
- 17 septembre 1949 : inauguration du premier télésiège du domaine skiable du « roi de la Forêt de Bavière ». Le prince Friedrich von Hohenzollern était un skieur passionné. Le télésiège une place était constitué de sièges en bois, et doté d'un débit maximal de 180 personnes/heure.
- 1962 : construction d'un télésiège 2-places.
- 1983 : premières rénovations.
- 1999 : importante modernisation avec la construction de la télécabine 6-places.
- 2000 : début de l'aménagement du centre d'entraînement Ski-Landesleistungszentrum Großer Arber.
- 2002-2005 : construction du télésiège 6-places sur le versant nord (investissement de 4,5 millions d'euros).
- 2007 : agrandissement de 40 pièces du parc d'enneigeurs (la majorité est fixe).
- 2008 : construction à Thurnhof d'un espace pour enfants, avec trois tapis roulants et un carrousel.
- 2010 : agrandissement de la descente de compétition (FIS-Abfahrt).

## Compétition
Depuis 1973, des compétitions de slalom et de slalom géant y sont organisées en ce qui concerne le circuit de Coupe d'Europe de ski alpin, et depuis 1976 en ce qui concerne le circuit de Coupe du monde de ski alpin. Cette étape du circuit est organisée par la fédération allemande de ski en alternance avec les deux autres stations de Ofterschwang et Berchtesgaden.
| Date               | Vainqueur Géant                                   | Vainqueur Slalom           | Remarques                                      |
| ------------------ | ------------------------------------------------- | -------------------------- | ---------------------------------------------- |
| 4/5 février 2011   | Viktoria Rebensburg (DEU)                         | Marlies Schild (AUT)       |                                                |
| 2/3 mars 2008      | –                                                 | –                          | Annulé pour cause de mauvais temps             |
| 10/11 mars 2007    | Tanja Poutiainen (FIN)                            | Marlies Schild (AUT)       |                                                |
| 7/8 février 2004   | Anja Pärson (SWE)                                 | Anja Pärson (SWE)          |                                                |
| 17-19 janvier 1997 | Deborah Compagnoni (ITA) Deborah Compagnoni (ITA) | Pernilla Wiberg (SWE)      | Deux courses de Géant                          |
| 9 février 1991     | Anita Wachter (AUT)                               |                            |                                                |
| 27/28 février 1987 | Maria Walliser (CHE)                              | Corinne Schmidhauser (CHE) |                                                |
| 20/23 mars 1984    | Tamara McKinney (USA)                             | Hanni Wenzel (LIE)         |                                                |
| 3/4 février 1981   | Maria Epple (DEU)                                 | Erika Hess (CHE)           | Combiné:Hanni Wenzel (LIE) Descente à Pfronten |

| Date             | Vainqueur Géant        | Vainqueur Slalom       | Remarques                          |
| ---------------- | ---------------------- | ---------------------- | ---------------------------------- |
| 8/9 janvier 1978 | Ingemar Stenmark (SWE) | Ingemar Stenmark (SWE) | Deuxième et dernière course hommes |
| 27 janvier 1976  | Ingemar Stenmark (SWE) |                        | Première coupe du monde à Arber    |

Des compétitions européennes de biathlon et de ski de fond sont également organisées aux pieds du Arber.